# Jinzhousaurus yangi
Jinzhousaurus är ett släkte av dinosaurier från äldre krita. Dess fossila lämningar hittades i Kina. Ett nästan komplett skelett hittades. Typarten (och den för tillfället enda kända arten) är Jinzhousaurus yangi. Den beskrevs först av Wang och Xu år 2001. Jinzhousaurus är en iguanodont som levde under Barremian-skedet för 125 miljoner år sedan.